# Massimo Mallegni
Massimo Mallegni (Pietrasanta, 28 novembre 1968) è un politico italiano.

## Biografia
Nato a Pietrasanta, in provincia di Lucca, si è diplomato in ragioneria. Proviene da una famiglia che ha una lunga tradizione nelle costruzioni edili. Nel 1994 ha aperto un’agenzia di rappresentanza nel campo della raccolta differenziata dei rifiuti solidi urbani.
È proprietario dal 1997 di alcuni hotel e di uno stabilimento balneare a Marina di Pietrasanta e a Pietrasanta.
Dal 1994 al 1997 è stato consigliere di amministrazione dell’Azienda di Promozione Turistica della Versilia. Dal 1997 rappresenta la categoria degli albergatori della Versilia nel consiglio d’amministrazione di COALVE e di COALVE Service. Nello stesso anno ha costituito insieme ad altri operatori turistici il Consorzio di Promozione Turistica per la Versilia, Arte Mare.
Dal 2011 è Membro dell’Associazione degli Industriali della Provincia di Lucca.
Ha la delega al Turismo per Assindustria Lucca ed è membro della Commissione Regionale di Confindustria per il Turismo.

### In politica
Politicamente, dopo un’esperienza nell’organizzazione giovanile del PSI, nel 1994 ha aderito a Forza Italia aprendo il primo club della provincia di Lucca. Nello stesso anno è diventato consigliere della Provincia di Lucca come primo assoluto degli eletti, fino al 1997. Nel 1997 è diventato consigliere nel comune natale, ed è poi stato eletto sindaco tre volte: nel 2000, rieletto nel 2005 con il 60% e nel 2015 con il 55%.
Dal dicembre del 2004 al gennaio 2006 è stato Consigliere del Ministro delle Infrastrutture e dei Trasporti Pietro Lunardi. In quel periodo è anche vice coordinatore di FI in Toscana sotto Denis Verdini.

### Gli anni da senatore

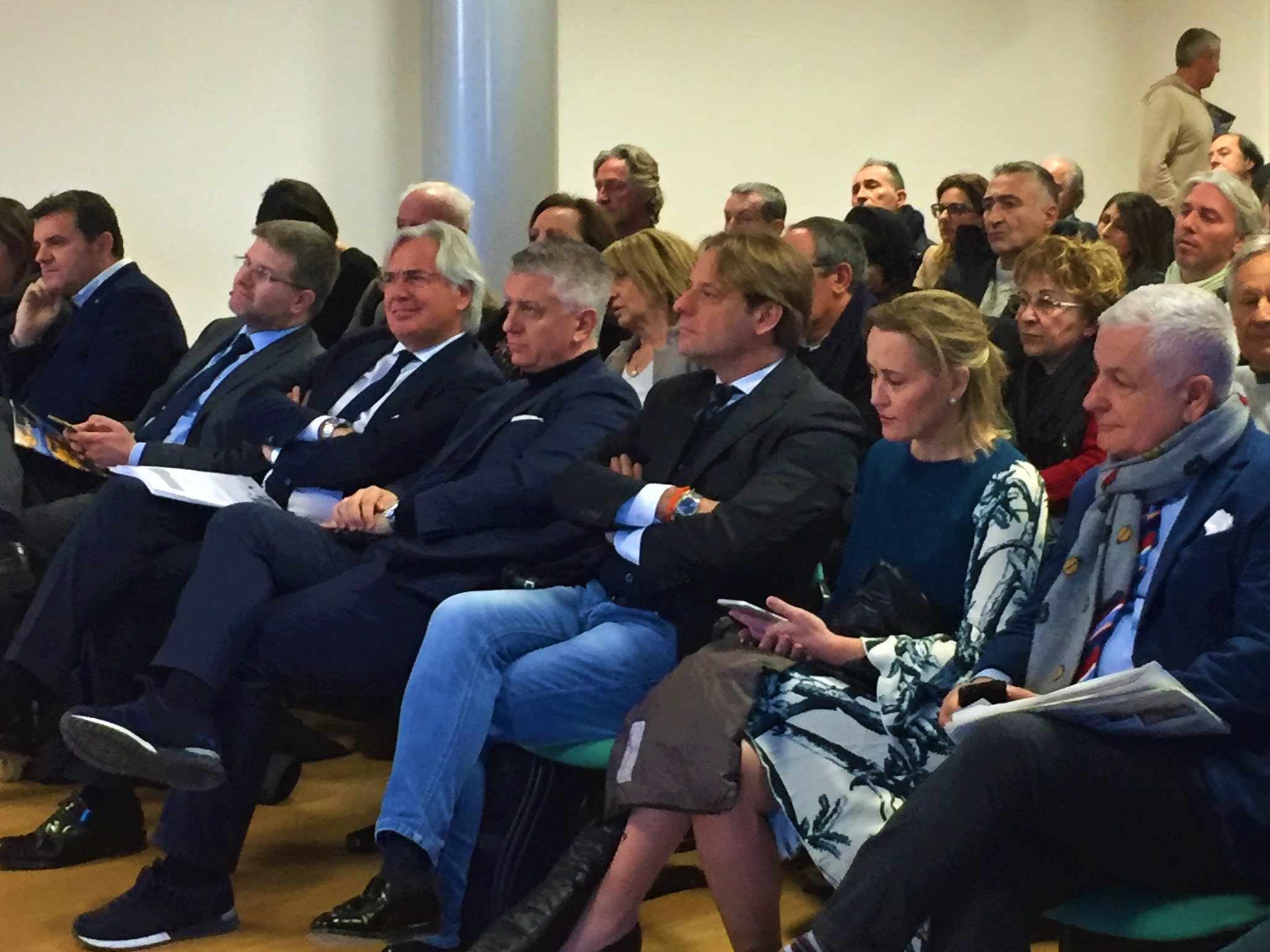
Mallegni (al centro) e altri parlamentari a un convegno sulla Bolkenstein durante la campagna elettorale per le politiche del 2018.

Nel 2017 si è dimesso in vista delle elezioni politiche dell'anno successivo, alle quali è stato eletto senatore.
Vice Coordinatore regionale di Forza Italia della Toscana e vice presidente del gruppo al Senato, il 26 gennaio 2019 ha partecipato al 25º anniversario dalla fondazione di Forza Italia, che ha definito il reddito di cittadinanza come un'elemosina per giovani "poltronari" e un incentivo a non fare nulla, confermando il voto contrario all'autorizzazione a procedere contro Salvini per il caso Diciotti.
Nel dicembre 2019 è tra i 64 firmatari (di cui 41 di Forza Italia) per il referendum confermativo sul taglio dei parlamentari: pochi mesi prima i senatori berlusconiani avevano disertato l'aula in occasione della votazione sulla riforma costituzionale. All'inizio di gennaio 2020 ritira la firma insieme ad altri tre senatori di Forza Italia vicini a Mara Carfagna.
A fine agosto, con le elezioni regionali in Toscana alle porte, viene scelto come commissario regionale di Forza Italia dopo le dimissioni del coordinatore Stefano Mugnai. FI, insieme all’UDC, metterà insieme solo il 4,28%.
Alle elezioni politiche anticipate del 25 settembre 2022 viene candidato per il Senato come capolista nel collegio plurinominale della Toscana, senza però venire rieletto.
Il 24 marzo 2023 viene rimpiazzato come coordinatore regionale di FI da Marco Stella, ritenuto vicino a Deborah Bergamini.

## Controversie
Nel 2004 Mallegni riceve una lettera intimidatoria anonima, contenente polvere pirica e la scritta «Attento». Da allora è  costretto a vivere con la scorta. 
Il 31 gennaio 2006 viene arrestato insieme ad altre sei persone tra le quali suo padre Mario, imprenditore edile, un suo assessore a seguito di un esposto sulla gestione urbanistica di Pietrasanta; le accuse rivoltegli, basate su un esposto dell’ex capo dei vigili urbani Antonella Manzione, futuro capo dell’ufficio legislativo di Palazzo Chigi con il Governo Renzi e sorella del PM che ha lavorato al caso e futuro sottosegretario nello stesso esecutivo, Domenico Manzione, sono diverse: violazione della legge sul voto di scambio, estorsione, corruzione, falso in atto pubblico, abuso di ufficio, truffa aggravata, associazione a delinquere, e maltrattamenti. L’assessore ai lavori pubblici Alfredo Benedetti e Mario Mallegni avrebbero costituito società intestate a prestanomi che si sarebbero aggiudicate finte gare d’appalto. Dopo 39 giorni gli vengono concessi i domiciliari poi revocati dopo circa quattro mesi. Nel 2015 quando, dopo una lunga vicenda giudiziaria (cinque processi in nove anni), la corte d’appello di Firenze lo proscioglie dall’ultima accusa rimasta in piedi.